# Esclauzels
Esclauzels è un comune francese di 214 abitanti situato nel dipartimento del Lot nella regione dell'Occitania.

## Società

### Evoluzione demografica
Abitanti censiti